# Argenteuil (Quebec)
A Regionalidade Municipal do Condado de Argenteuil está situada na região de Laurentides na província canadense de Quebec. Com uma área de mais de mil e duzentos quilómetros quadrados, tem, segundo o censo de 2001, uma população de cerca de vinte e oito mil pessoas sendo comandada pela cidade de Lachute. Ela é composta por 9 municipalidades: 2 cidades, 3 municípios, 3 cantões e 1 aldeia.

## Municipalidades

### Cidades
- Brownsburg-Chatham
- Lachute

### Municípios
- Grenville-sur-la-Rouge
- Mille-Isles
- Saint-André-d'Argenteuil

### Cantões
- Gore
- Harrington
- Wentworth

### Aldeia
- Grenville